# 크리켓팡
《크리켓팡》은 YOU NEED CHARACTER가 제작한 대한민국의 애니메이션이다. MBC TV에서 2021년 6월 8일부터 9월 14일까지 시즌 1을 방영했다가, 2023년 1월 13일부터 9월 15일까지 시즌 2를 종료했다.

## 방송 일시
| 방송 채널 | 방송 일자                  | 방송 시간 |
| --------- | -------------------------- | --------- |
| MBC       | 2021년 6월 8일 ~ 9월 14일  | 종료      |
| MBC       | 2023년 1월 13일 ~ 9월 15일 | 종료      |

## 등장 인물
- 팡(아프리카코끼리)
- 샤샤(토끼)
- 올리버(불곰)
- 캐시(줄무늬다람쥐)
- 리키(흰머리수리)
- 라라(생쥐)
- 큰새
- 공작새
- 백상아리
- 큰물고기

## 목소리출연
- 이지현: 팡
- 정혜원: 샤샤, 큰새, 엄마새
- 장미: 캐시, 공작새, 아기새
- 이명호: 리키, 라라, 곰인형, 새
- 엄상현: 올리버, 백상아리, 큰물고기, 아빠새

## 제작진
- 기획: 최현종 (1~25화) (1기) → 이경용 (26화~) (2기)
- 책임 프로듀서: (1기 ~ 2기 이수인 (1~21화) (1~2기)) → 박채영  (22화~) (2기)
- 조연출: 강준구 (1기) → 조승기 (2기)
- 제작사: 유니드캐릭터 YOU NEED CHARACTER (1기) → 유니드캐릭터 (2기)
- 제작자: 송민수
- 총괄 PD: 이수정
- 총감독: 조형모
- 조감독: 이지현, 김가은 (1기) → 정다운 (2기)
- 아트디렉터: 오명훈 (1기) → 김봉중 (2기)
- 그래픽디자인: 이희라, 전우진, 김원주 (1기) → 김여해, 신혜경 (2기)
- 제작 PD: 장규아 (1기) → 전승우 (2기)
- 애니메이팅: 임유경, 김연서
- 렌더링: 윤진호 (2기)
- 시나리오: 김효민 (1기), 김영갑 (1기), 김수빈 (1기), 윤대희 (1기), 서하나 (1기), 박은설, 윤효현 (2기), 고재오 (2기)
- 영어 대본: 장규아 (1기)
- 애니메이팅 제작사: 아트플러스엠 ARTPLUSM (1기) → 아트플러스엠 (2기)
- 애니메이팅 총감독: 차정연 (1기) → 원혜민 (2기)
- 스토리보드/감독: 허재선 (1기) → 임창묵 (2기)
- 애니메이팅/편집: 이진
- 애니메이팅: 원혜민 (2기), 신현호, 우은혜, 김부용 (2기), 김다경 (2기), 한주석 (2기), 조명지 (2기)
- 스토리보드: 임창묵, 차정연 (2기), 허재선 (2기)
- 사운드 제작사: 사운드디포 SOUND DEPOT (1기) → 사운드 제작: 사운드 디포 (2기)
- 사운드녹음: 이예슬
- 사운드믹싱: 김학주 (1기) → 이예슬 (2기)
- 음향효과: 김학주 (1기), 이예슬
- 사운드연출: 김래경
- 음악: 스튜디오 모지 (2기)
- 음악감독 & 작곡: 동민호 (2기)
- 작곡: 김진양 (2기)
- <오프닝/엔딩송 제작> (1기) → 오프닝, 엔딩송 제작: 선샤워 뮤직 (2기)
- 작사: 조형모
- 작곡: 강조성
- 영어 작사: 장규아 (1기)
- 보컬/백그라운드 보컬 (1기) → 보컬, 백그라운드보컬 (2기): 김보라, 강조성
- 피아노/오르간 (1기) → 피아노, 오르간 (2기): 오동준
- 기타: 강건후
- 베이스/신디 리듬 프로그래밍 (1기) → 베이스, 신디 리듬 프로그래밍 (2기): 강조성
- 레코딩: 박정호, 강조성
- 믹싱: 오형석
- 마스터링: 황병준
- <투자사> (1기) → 투자사 (2기): 넥스트드림엔젤클럽 NEXTDREAM ANGEL CLUB (1기) → 넥스트드림엔젤클럽 (2기), 신용보증기금 KOREA CREDIT GUARANTEE FUND (1기) → 신용보증기금 (2기), 커넥트벤처투자조합 CONNECT VENTURE INVESTMENT FUND (1기) → 커넥트벤처투자조합 (2기), (주)우리은행 (2기), 캐피탈원(주) (2기), 마이다스동아인베스트먼트(주) (2기), (주)농심캐피탈 (2기), 엠와이소셜컴퍼니(MYSC) (2기), 제주국제자유도시개발센터 (2기)
- 제작 지원: 문화체욱관광부, 한국콘텐츠진흥원 KOREA CREATIVE CONTENT AGENCY
- 기획: MBC
- 제작: YOU NEED CHARACTER
- 저작권: YOU NEED CHARACTER All rights reserved.

## 방영 목록

### 1기
| 화차       | 제목                                  | 방송 일자       |
| ---------- | ------------------------------------- | --------------- |
| 1화        | 알람의 집소중한 간식 상자             | 2021년 6월 8일  |
| 2화        | 리키의 꾀병쨍그랑! 유리창을 깼어요    | 2021년 6월 15일 |
| 3화        | 도넛 나무의 비밀썰매가 무서워         | 2021년 6월 22일 |
| 4화        | 딸기잼을 만들어요낙서와 비눗방울      | 2021년 6월 29일 |
| 5화        | 범인을 찾아라!바다요정의 초대장       | 2021년 7월 6일  |
| 6화        | 팡팡 계획표혼자 놀거야!               | 2021년 7월 13일 |
| 7화        | 딸꾹질아 멈춰라스핀볼 발사            | 2021년 7월 20일 |
| 8화        | 컵앤볼 게임은 재밌어반짝반짝 크리켓공 | 2021년 8월 10일 |
| 9화        | 도전! 신기록우리 모두 깡충            | 2021년 8월 17일 |
| 10화       | 젤리에 붙었어요무엇이든 맞혀보세요    | 2021년 8월 24일 |
| 11화       | 으악~ 진흙 괴물이다!샤샤의 특별 훈련  | 2021년 8월 31일 |
| 12화       | 특종을 잡아라힘내 샤샤                | 2021년 9월 7일  |
| 최종화(13) | 물건 바꾸기대회 준비                  | 2021년 9월 14일 |

### 2기
| 화차       | 제목                            | 방송 일자                      |
| ---------- | ------------------------------- | ------------------------------ |
| 1화        | 라라는 우리팀충치가 생겼어요    | 2023년 1월 13일2023년 1월 27일 |
| 2화        | 수상한 첫 만남공포의 벌칙       | 2023년 2월 3일2023년 2월 17일  |
| 3화        | 타임캡슐거짓말 탐지기           | 2023년 2월 24일2023년 3월 3일  |
| 4화        | 배달이 왔어요알 키우기 소동     | 2023년 3월 10일2023년 3월 17일 |
| 5화        | 행운의 올리버샤샤가 변했어요    | 2023년 3월 24일2023년 3월 31일 |
| 6화        | 팡이 떠난대요방망이를 만들어요  | 2023년 4월 7일2023년 4월 14일  |
| 7화        | 캐시의 모험토마토를 살려내라    | 2023년 4월 21일2023년 4월 28일 |
| 8화        | 그만 좀 다퉈발명왕이 될 거예요  | 2023년 5월 2일2023년 5월 12일  |
| 9화        | 우주 대모험                     | 2023년 5월 19일2023년 6월 16일 |
| 10화       | 캐시의 비밀장소올리버의 규칙    | 2023년 6월 23일2023년 6월 30일 |
| 11화       | 사이좋은 친구멋진 사진을 찍어요 | 2023년 7월 28일2023년 8월 4일  |
| 12화       | 팡의 새 모자키 크고 싶어요      | 2023년 8월 25일2023년 9월 1일  |
| 최종화(13) | 팡의 질투캠핑을 가요            | 2023년 9월 8일2023년 9월 15일  |

## 결방 및 편성안내
- 2021년 7월 27일 ~ 8월 3일: 2020 도쿄 올림픽의 중계방송으로 결방했다.
- 2023년 1월 20일: 중계방송 이태원 참사 국정조사 공청회의 관계로 인해 결방했다.
- 2023년 5월 5일: 2023 어린이에게 새 생명을의 관계로 인해 결방했다.
- 2023년 5월 26일: 2023년 FIFA U-20 월드컵 2023 조별리그 대한민국 : 온두라스(Live) 중계방송의 관계로 인해 결방했다.
- 2023년 6월 2일: 2023년 FIFA U-20 월드컵 2023 16강전 대한민국 : 에콰도르(Live) 중계방송의 관계로 인해 결방했다.
- 2023년 6월 9일: 2023년 FIFA U-20 월드컵 2023 준결승전 대한민국 : 이탈리아(Live) 중계방송의 관계로 인해 결방했다.
- 2023년 7월 7일: 뉴스특보 후쿠시마 방사능의 관계로 인해 결방했다.
- 2023년 7월 14일: 뉴스특보 집중호우의 관계로 인해 결방했다.
- 2023년 7월 21일: 중계방송 국회 인사청문회: 김영호 통일부 장관 후보자의 관계로 인해 결방했다.
- 2023년 8월 11일: 뉴스특보 태풍 카눈의 관계로 인해 결방했다.
- 2023년 8월 18일: 중계방송 국회 인사청문회: 이동관 방송통신위원회 위원장 후보자 인사청문회의 관계로 인해 결방했다.